# آدریانو روسو
آدریانو روسو (انگلیسی: Adriano Russo؛ زادهٔ ۶ ژوئن ۱۹۸۷) بازیکن فوتبال اهل ایتالیا است.
از باشگاه‌هایی که در آن بازی کرده‌است می‌توان به باشگاه فوتبال فروزینونه، باشگاه فوتبال پروجا، و باشگاه فوتبال روبور سیه‌نا اشاره کرد.